# الشقرة (محافظة الحناكية)
الشقرة قرية من قرى محافظة الحناكية في منطقة المدينة المنورة في السعودية، تقع شرق المدينة المنورة